# Индустријска зона Кастелфранко (Болоња)
Индустријска зона Кастелфранко (итал. Zona Industriale Castelfranco) је насеље у Италији у округу Болоња, региону Емилија-Ромања.
Према процени из 2011. у насељу је живело 50 становника. Насеље се налази на надморској висини од 70 м.